# Charles-Baptiste
Charles-Baptiste est un auteur compositeur interprète et producteur de musique française.

## Biographie

### Famille et formation
Né dans les Pyrénées, fils de médecins, il étudie au conservatoire de Pau, puis de
Bordeaux. Diplômé de l’École supérieure des sciences économiques et commerciales, il chante dans des bars (Shebeen, Pop In, Bar
III), effectue un stage au Bureau Export de la Musique Française à New York et
se produit dans des clubs: (SideWalk Cafe, CBGB, Barbes Cafe, Sin-é).

### Carrière
En 2010, il signe un premier contrat d’édition chez Universal Music Publishing, puis un
premier contrat avec le label Casablanca Records, au sein de Mercury Records/Universal Music France. Un premier EP Premiers aveux sort en 2012, dont il réalise trois clips (Aussi cool que toi,Piquez-moi avant et C’est cette année). Son slogan: "Variété is not dead", interpelle L'Express qui lui consacre quatre pages autour du "retour de la variété". Il tourne ensuite en premières parties d'une douzaine de Zéniths avec Bénabar, puis Carmen Maria Vega, Jacques Higelin, Michel Delpech, Jeanne Cherhal, Elodie Frégé, la Grande Sophie... et intègre le Chantier des Francos des Francofolies, obtient l’aide à l’accompagnement de carrière de la SACEM et multiplie les festivals en
France (Francofolies de La Rochelle, Nuits de Champagne à Troyes, Alors... Chante ! à Montauban...) et au Québec (Francos de Montréal, Coup de cœur francophone, Festival international de la chanson de Granby. En 2012, il apparait en couverture de Snatch Magazine parmi “Les 13 qui vont faire 2013” aux côtés d’Alma Jodorowsky, Bertrand Bonello, Chris Esquerre, Dick Rivers et Para One.

### Distinctions
En 2013, il adapte en français Get Lucky des Daft Punk, reprise à la télévision par Manon Trinquier, candidate de The Voice : La Plus Belle Voix. Le single Aussi cool que toi sort dans une version remixée et devient Single de la Semaine dans Les Inrockuptibles et remarqué par Charts in France.
Il crée les soirées RÉCEPTION, dédiées à la pop française et francophone.
Organisées à Paris dans différents clubs (Le Dandy, Le Bus Palladium, le Nüba, Les Docks, cité de la mode et du design) et ailleurs (Francos de Montréal, Printemps de Bourges…) et y invite des artistes de la nouvelle scène pop française : Aline, Bengale, Mustang (groupe), The Pirouettes, Juliette Armanet, L'Impératrice, Alka Balbir. Il crée avec le producteur Alexandre Chatelard (Alice Lewis, Calypso Valois)
le projet rétro-électronique Triomphe, qui publie 2 EPs sur le label Ekleroshock. En 2014, il sort son premier album Les sentiments Inavouables (Mercury /
Universal) et fait deux fois la première partie, à l’Olympia (Paris), de suite pour Juliette Gréco. Plébiscité par la critique (Le Parisien, France culture, l’EP-concept La symphonie pornographique sur le label Robert Records, disque de la semaine dans L'Obs, tiré à 100 exemplaires collector uniquement avec le concours de Jean-Baptiste Talbourdet-Napoleone à la création visuelle, dont la côte atteint 300€ sur Discogs.

### Tournée
Après 80 dates dans plus de 20 pays : Chine, Corée du Sud, Mongolie, Hong Kong, Macao, Malaisie, Taiwan, Sri Lanka, Myanmar, République Dominicaine, Pérou, Kosovo, Macédoine, Albanie, Pologne, Philippines, Singapour, Arménie, Maroc, Slovaquie, Moldavie, Danemark, il se produit, en septembre 2018, Place de l’Opéra, à Yerevan (Arménie) dans le cadre du Sommet International de la Francophonie. En septembre 2019, il organise la soirée BANDE, au Palais de la Porte Dorée, à laquelle il invite les artistes Ehla, Ramo et The Rodeo. En octobre, il se produit au Carreau du Temple dans le cadre de la soirée Sooo Pop de la chanteuse Cléa Vincent aux côtés de Christophe, Voyou, Corine, Catastrophe ou encore Tim Dup.
Le 17 avril 2020, sort son deuxième album Le love et le seum (Robert Records), produit par le beatmaker MiM, avec l’artiste congolais-montréalais Pierre Kwenders et Sabine Happard. Le premier extrait Bled est inclus sur la compilation Rurbaines de la La Souterraine (association). Le disque est salué par la critique (France Inter, Libération, Europe 1, Tsugi, General Pop…).

### Covid 19
Durant la crise sanitaire de Covid-19, il réalise des livestream avec l’Organisation internationale de la francophonie (FRANCOPOP, la semaine pop francophone), les Instituts Français d’Espagne, du Portugal, de Pologne, du Japon, du Chili, de Roumanie ou encore l’Alliance Française des Philippines. Le 18 décembre 2020, à la suite d’une résidence de création sur l’orgue de Saint-Astier (Dordogne), il publie sur Robert Records REQUIEM, un EP instrumental interprété à l’orgue d’église. La référence est intégrée au catalogue de La
Souterraine.
En janvier 2021, il revisite la chanson Bled pour les Cartes Blanches confinées de Basique (France 2), au milieu des brebis de la ferme Clinamen, à La Courneuve.
Le 28 juillet 2021, il se produit dans la Cour d'Honneur du Palais-Royal à Paris, dans le cadre de sa soirée "Au Calme" (reprises de tubes rap français contemporains) pour l'Hyper Festival de la Mairie de Paris en partenariat avec le Centre des Monuments Nationaux.
Dans le cadre de l'Olympiade Culturelle en prévision des Jeux olympiques d'été de 2024, il invite, le samedi 17 septembre 2022, dans les Arènes de Lutèce: Chevalrex, Lonny, Barbara Carlotti, Piero, Dani Terreur et Milena Leblanc, à l'évènement « STADIUM - quand les chansons font les champions ».

## Discographie

### Albums
- 2014 : Les sentiments inavouables (Casablanca Records / Universal)
- 2020 : LE LOVE & LE SEUM (Robert Records)

### Singles et EP
- 2012 : Premiers aveux (Casablanca Records / Universal)
- 2015 : La Symphonie Pornographique (Robert Records)
- 2020 : REQUIEM (Robert Records)